# تیانجین سیگول
تیانجین سیگول (انگلیسی: Tianjin Seagull) شرکت دولتی ساعت‌سازی چینی است،که در سال ۱۹۵۵ تأسیس شد.